# Elisabeth-Sophien-Koog
Elisabeth-Sophien-Koog, von den Einheimischen auch Bodderkoog (niederdeutsch für Butterkoog) genannt, ist eine Gemeinde auf der nordfriesischen Halbinsel Nordstrand.

## Geschichte
In Folge der Burchardiflut von 1634 war es den Nordstrandern nicht möglich gewesen, das verloren gegangene Land wiederzugewinnen oder die verbliebenen Landreste mit eigenen Mitteln gegen weitere Überflutungen zu sichern. Der Landesherr, Herzog Friedrich III. von Schleswig-Holstein-Gottorf übertrug schließlich 1652 dem Brabanter Quirinus Indervelden und drei weiteren Holländern in einem Oktroy alle Ländereien mit der Auflage der Wiedereindeichung. So entstanden 1656 der Friedrichskoog – benannt nach dem Herzog selbst –, 1657 der nach der Herzogin benannte Marie-Elisabeth-Koog (oder Osterkoog), 1663 der Trendermarschkoog und nach langem Streit unter den mittlerweile 24 Partizipanten 1691 der Neue Koog. Doch ehe das im Schutz der Köge angewachsene Vorland bedeicht werden konnte, machte die Sturmflutreihe von 1717 bis 1720 die Sicherung der bereits bestehenden Köge vorrangig. Daher wurde erst 1739 der nach König Christian VI. von Dänemark genannte, 570 ha große Christianskoog von den Holländern fertiggestellt. Doch schon im Jahr 1751 zerstörte eine weitere Sturmflut die Deiche. Inzwischen waren auch die holländischen Partizipanten durch die häufigen Deichbrüche finanziell so ruiniert, dass sie ihren Besitz an die wiedererstarkte einheimische Bevölkerung verkauft hatten. Diese hatte jedoch nicht die zusätzlichen Mittel zur Gewinnung eines neuen Koogs.
So erwarb im Jahr 1768 Jean Henri Desmercières, der sein Können bereits bei den ersten Eindeichungen in der Bredstedter Bucht (Sophie-Magdalenen-Koog und Desmerciereskoog) erfolgreich unter Beweis gestellt hatte, das Recht, den zerstörten Christianskoog neu zu bedeichen. Die Vorrechte des ursprünglichen Oktroys von 1652 gingen auf ihn und seine Erben über. Eine königliche Resolution von 1771 bewilligte ihm zudem über die bisherigen sieben Freijahre hinaus sieben weitere von Abgaben befreite Jahre. Desmercières ließ einen neuen, seeseitig flach ansteigenden Deich erbauen und benannte den Koog nach seiner Ehefrau Elisabeth Sophie Gräfin de Friis (1714–1799). Schon 1770 warb er um Käufer und Pächter für das neue Land, das ab Juni 1771 zur Besiedlung zur Verfügung stehen würde. Wie in den Reußenkögen übernahm er auch hier die Errichtung von Entwässerung und Wegenetz. Hauptsächlich alte Nordstrander Familien ließen sich in dem neuen Koog nieder, denen nach dem Oktroy die Selbstverwaltung erlaubt war. Diese Sonderstellung behielt der Koog bis heute.
Bei der Sturmflut von 1825 brachen die Deiche und die Nordstrander Köge wurden überflutet. Der von Desmercières erbaute Deich hatte jedoch gehalten, so dass auch die anderen Deiche mit dem flacheren Profil wieder aufgebaut wurden. Der damalige Staller – königliche Verwaltungsbeamter – von Nordstrand forderte im Zusammenhang mit den hohen Reparaturkosten der anderen Nordstrander Köge die Einbeziehung des Elisabeth-Sophien-Koogs in eine Deichgenossenschaft. Doch Desmercières’ Erben verteidigten die Eigenständigkeit vor dem Gottorfer Obergericht.
Im Jahr 1895 stellte die Gemeinde Nordstrand einen Antrag auf Zusammenschluss mit dem durch seine Lage bei den Kosten der Deich- und Infrastrukturerhaltung bevorteilten Elisabeth-Sophien-Koog. Der Kreisausschuss in Husum lehnte den Antrag jedoch ab, was er mit dem Mehrwert der kleinen Gemeinde begründete.
Erst 1957 trat der Elisabeth-Sophien-Koog dem Deich- und Sielverband Nordstrand bei.

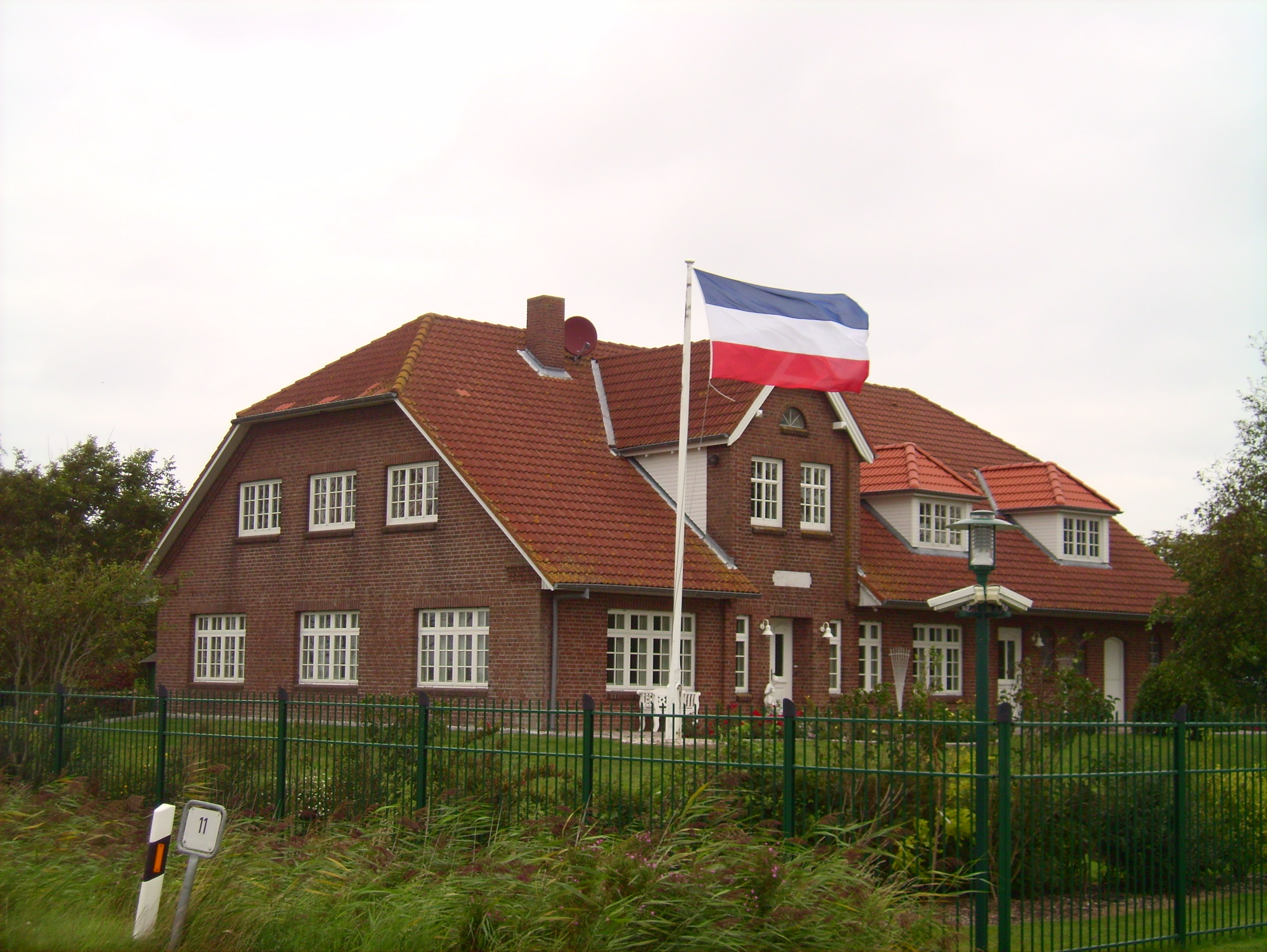
Ehemaliger Familiensitz von Peter Harry Carstensen im Elisabeth-Sophien-Koog

## Politik
Da die Gemeinde weniger als 70 Einwohner hat, erfolgt die Vertretung durch eine Gemeindeversammlung; dieser gehören alle wahlberechtigten Bürger der Gemeinde an.

### Bürgermeisterin
In der Gemeindeversammlung am 26. Juni 2018 wurde Ute Clausen im ersten Wahlgang wiederholt zur Bürgermeisterin gewählt.

### Wappen
Blasonierung: „Durch einen breiten mit abgeschrägten Scharten ausgeschnittenen silbernen Balken, darin zwei gekreuzte grüne Spaten, von Blau, darin eine silberne Möwe, und Grün, darin eine goldene Sumpfdotterblüte, über einem silbernen Wellenschildfuß mit blauen Wellenbalken im Verhältnis 1 : 3 : 2 geteilt.“

## Wirtschafts und Infrastruktur

### Ansässige Unternehmen
Im Elisabeth-Sophien-Koog gibt es einen Campingplatz. Dieser befindet sich direkt am Außendeich. Unter anderem ist im Koog auch ein Gestüt ansässig, welches sich auf die Pferdezucht mit Friesenpferden konzentriert.

### Verkehr
Die Gemeinde ist sehr ländlich gelegen. Die Anbindung erfolgt überwiegend mit dem Auto über die schleswig-holsteinische Landesstraße 30. Im Pohnshalligkoog zweigt kurz vor dem Mitteldeich zum Morsumkoog rechter Hand eine Kreisstraße ab (K 68), die in der Folge in Längsrichtung den Elisabeth-Sophien-Koog durchquert und am Landesschutzdeich in direkter Nachbarschaft zum Holmer Siel endet.
Im Öffentlichen Personennahverkehr besteht keine direkte Anbindung an das überörtliche Linienbusnetz. Die Regionalbuslinie R140 von Husum nach Nordstrand fährt lediglich den benachbarten Ortsteil England an. Am 1. August 2019 wurde darüber hinaus auf der Insel Nordstrand ein Rufbus-System eingerichtet. Ausgehend von der zentralen Umsteige-Haltestelle Nordstrand, Herrendeich/Schule werden auch die Haltestellen im Elisabeth-Sophien-Koog angebunden.

## Persönlichkeiten
Peter Harry Carstensen, von 2005 bis 2012 schleswig-holsteinischer Ministerpräsident, wurde 1947 im Elisabeth-Sophien-Koog geboren und lebte bis 2012 in der Gemeinde.